# Tipula (Odonatisca) timptonensis
Tipula (Odonatisca) timptonensis is een tweevleugelige uit de familie langpootmuggen (Tipulidae). De soort komt voor in het Palearctisch gebied.